# Потапово (Челябинская область)
Потапово — деревня в Еткульском районе Челябинской области России. Входит в состав Печенкинского сельского поселения.

## География
Деревня находится на востоке Челябинской области, в лесостепной зоне, на южном берегу озера Кривого, на расстоянии 9 километров (по прямой) к юго-востоку от села Еткуль, административного центра района. Абсолютная высота 220 метров над уровнем моря.

## Население
| 2002 | 2010 |
| ---- | ---- |
| 377  | ↗426 |

Гендерный состав
По данным Всероссийской переписи населения 2010 года в гендерной структуре населения мужчины составляли 49,3 %, женщины — 50,7 %.
Национальный состав
Согласно результатам переписи 2002 года, в национальной структуре населения русские составляли 91 %.

## Улицы
Уличная сеть деревни состоит из семи улиц и пяти переулков.